# Riencourt
Riencourt – miejscowość i gmina we Francji, w regionie Hauts-de-France, w departamencie Somma.
Według danych na rok 1990 gminę zamieszkiwało 216 osób, a gęstość zaludnienia wynosiła 21 osób/km² (wśród 2293 gmin Pikardii Riencourt plasuje się na 782. miejscu pod względem liczby ludności, natomiast pod względem powierzchni na miejscu 434.).